# Homomorfismo de anéis
Em álgebra abstrata um homomorfismo de anéis é uma função entre dois anéis que, de certa forma, preserva as operações binárias de adição e multiplicação.
Em termos mais precisos, se {\displaystyle (A,+,\times )} e {\displaystyle (B,\oplus ,\otimes )} são anéis então a função {\displaystyle \phi :A\to B} é um homomorfismo de anéis se:
- {\displaystyle \phi (x+y)=\phi (x)\oplus \phi (y)}
- {\displaystyle \phi (x\times y)=\phi (x)\otimes \phi (y)}

Se os anéis têm identidades multiplicativas {\displaystyle 1_{A}{\mbox{ e }}1_{B}}, ou seja, se são anéis com unidade a seguinte condição costuma ser exigida:
- {\displaystyle \phi (1_{A})=1_{B}}